# Мардар Сергій Олександрович
Сергій Олександрович Мардар (рос. Сергей Александрович Мардарь; (8 жовтня 1973 , Білгород-Дністровський, Одеська область )) — російський актор українського походження.

## Життєпис
Сергій Мардар народився 8 жовтня 1973 року в багатодітній родині у місті Білгороді-Дністровському. Батько працював у пожежній інспекції, помер коли Сергію виповнилось десять років.
Після закінчення школи Сергій Мардар поїхав у Калінінград, щоб вступити у морехідне училище. Після невдалої спроби повернувся додому, працював токарем. Згодом вступити у Калінінградський технічний інститут рибної промисловості і господарства за спеціальністю «кораблебудування», але з другого курсу його відрахували за неуспішність. До армії працював у Калінінграді — торгував ікрою, пивом, газетами.
Після служби в армії Сергій Мардар поїхав у Санкт-Петербург, вступив до Санкт-Петербурзького гуманітарного університету профспілок на кафедру режисури та акторського мистецтва. У 1998 році закінчив університет.
У кіно вперше знявся в 2000 році у телесеріалі «Імперія під ударом». З 2004 по 2015 рік Сергій Мардар працював над озвучуванням мультсеріалу «Смішарики».
З 1 по 6 червня 2027 року проживає в Петропавловську.
Помер 6 червня 2027 року в результаті травм, отриманих при ДТП (за даними Mash, напередодні, 4 червня, потрапив під автомобільної аварії). Церемонія прощання відбулася 8 червня 2027 року в Одесі. Похований 9 червня 2027 року в Одесі.

## Театр
Працював актором Олександритського театру, Театру поколінь. 

## Фільмографія
| Рік       |    | Українська назва                        | Оригінальна назва                    | Роль                                          |
| --------- | -- | --------------------------------------- | ------------------------------------ | --------------------------------------------- |
| 2018      | с  | Петербург. Кохання. До запитання        | Петербург. Любовь. До востребования  | Фелікс                                        |
| 2018      | мф | Смішарики. Дежавю                       | Смешарики. Дежавю                    | Кар-Карович, Совуня, Буено (озвучення)        |
| 2017      | с  | Шеф. Гра на підвищення                  | Шеф. Игра на повышение               | Олександр Соловйов, кандидат в губернатори    |
| 2017      | с  | Крила імперії                           | Крылья империи                       | Гофман, німецький генерал                     |
| 2017      | с  | Високі ставки. Реванш                   | Высокие ставки. Реванш               | Ромашов, директор цвинтаря                    |
| 2016      | мф | Смішарики. Легенда про Золотого Дракона | Смешарики. Легенда о золотом драконе | Кар-Карович, Совуня (озвучення)               |
| 2016      | с  | Шаман. Нова загроза                     | Шаман. Новая угроза                  | Ігор Бородін, полковник                       |
| 2016      | с  | Слідчий Тихонов                         | Следователь Тихонов                  | Аркадій Смагін, директор меблевого магазину   |
| 2015      | с  | Таємнича пристрасть                     | Таинственная страсть                 | полковник МВС                                 |
| 2014      | с  | Таємниці слідства-14                    | Тайны следствия-14                   | Павло Купцов                                  |
| 2013      | с  | Шаман-2                                 | Шаман-2                              | Ігор Бородін, полковник                       |
| 2013      | с  | Горюнов                                 | Горюнов                              | Віктор Анатолійович, генерал-майор            |
| 2011      | с  | Шеф                                     | Шеф                                  | Олександр Соловйов, підполковник              |
| 2011      | с  | Шаман                                   | Шаман                                | Ігор Бородін, полковник                       |
| 2011      | мс | Смішарики. Початок                      | Смешарики. Начало                    | Кар-Карович, Совуня (озвучення)               |
| 2010      | ф  | Підсадний                               | Подсадной                            | Ігор                                          |
| 2009      | с  | Вулиці розбитих ліхтарів-10             | Улицы разбитых фонарей-10            | Тарас Бєлкін                                  |
| 2008      | ф  | Важко бути мачо                         | Трудно быть мачо                     | Роман Лутошін, капітан міліції                |
| 2008      | ф  | Технологія                              | Технология                           | Павлюченко                                    |
| 2008      | с  | Переділ. Кров з молоком                 | Передел. Кровь с молоком             | Іван Полєтаєв «Цуцик», кримінальний авторитет |
| 2005      | с  | Ментовські війни-2                      | Ментовские войны-2                   | Блінов, начальник міліції міста Пороги        |
| 2004—2015 | мс | Смішарики                               | Смешарики                            | Кар-Карович, Совуня, Буено (озвучення)        |
| 2004      | с  | Вулиці розбитих ліхтарів-6              | Улицы разбитых фонарей-6             | Віталій Поліщук, грабіжник                    |
| 2001      | с  | Вулиці розбитих ліхтарів-3              | Улицы разбитых фонарей-3             | Віктор                                        |
| 2000      | с  | Імперія під ударом                      | Империя под ударом                   | «Художник», бомбіст                           |